# Nathan Baxter
Pour les articles homonymes, voir Baxter.
Nathan Joseph Baxter, né le 8 novembre 1998 à Westminster, est un footballeur anglais qui joue au poste de gardien de but avec le Watford FC.

## Biographie
Baxter est formé au Chelsea FC.
Le 4 juillet 2022, il est prêté à Hull City pour une saison.
Le 19 juin 2023, il rejoint Bolton Wanderers.